# Премия Муз-ТВ 2007
5-я (юбилейная) ежегодная национальная премия в области популярной музыки Муз-ТВ состоялась 1 июня 2007 года в спортивном комплексе «Олимпийский».
Зарубежными гостями этой премии стали американская певица Кристина Агилера, американская и немецкая группы The Pussycat Dolls и Tokio Hotel
Ведущими премии стали телеведущие Лера Кудрявцева и Ксения Собчак, а также певец Сергей Лазарев. Количество зрителей составило около 25 тысяч человек.

## Голосование
Процесс голосования проходил в два этапа. Сначала эксперты отбирали три претендента в каждую категорию, а после оглашения списка номинантов 3 апреля 2007 года стартовало зрительское голосование, которое закончилось в день церемонии. Победители были объявлены 1 июня 2007 года в прямой трансляции из спортивного комплекса «Олимпийский».

## Выступления
| Исполнитель                        | Песня                              |
| ---------------------------------- | ---------------------------------- |
| «Звери»                            | «Танцуй»                           |
| «А’Студио»                         | «Ещё люблю»                        |
| Виктория Дайнеко                   | «Я просто сразу от тебя уйду»      |
| The Pussycat Dolls                 | «Buttons»                          |
| The Pussycat Dolls                 | «Wait a minute»                    |
| The Pussycat Dolls                 | «I Don’t need a man»               |
| Tokio                              | «Когда ты плачешь»                 |
| Сергей Лазарев                     | «Fake»                             |
| Fat Joe feat. Terror Squad         | «Lean back»                        |
| Julia Kova feat. Nox               | «Say pretty please»                |
| МакSим                             | «Знаешь ли ты»                     |
| Дмитрий Колдун                     | «Work your magic»                  |
| Тимати feat. DJ Dlee               | «В клубе»                          |
| Леонид Агутин и Владимир Пресняков | «Аэропорты»                        |
| «ВИА Гра»                          | «Цветок и нож»                     |
| «Банд`Эрос»                        | «Коламбия пикчерз не представляет» |
| «Город 312»                        | «Вне зоны доступа»                 |
| Жанна Фриске и «Дискотека Авария»  | «Малинки-малинки»                  |
| Serebro                            | «Song #1»                          |
| Земфира                            | «Сказка»                           |
| Дима Билан                         | «Number one fan»                   |
| Дима Билан                         | «Невозможное — возможно»           |
| Дима Билан                         | «Never let you go»                 |
| Tokio Hotel                        | «Schrei»                           |
| Tokio Hotel                        | «Spring nicht»                     |
| Tokio Hotel                        | «Ubers ende der welt»              |
| Кристина Агилера                   | «Aint no other men»                |
| Кристина Агилера                   | «Candyman»                         |
| Кристина Агилера                   | «Hurt»                             |
| Кристина Агилера                   | «Fighter»                          |

## Номинации
Ниже представлен полный список победителей и номинантов премии. Победители отмечены зелёной галочкой.

### Лучшая песня
«Банд`Эрос» — «Коламбия пикчерз не представляет»

Дима Билан — «Так устроен этот мир/Never Let You Go»

Дима Билан — «Невозможное — возможно»

### Лучший исполнитель
Дима Билан

Сергей Лазарев

Валерий Меладзе

### Лучшая исполнительница
Юлия Савичева

Жанна Фриске

Валерия

### Лучшая поп-группа
«ВИА Гра»

A`Studio

«Дискотека Авария»

### Лучшая рок-группа
«Звери»

Tokio

«Би-2»

### Лучший хип-хоп проект
«Банд`Эрос»

Серёга

Ёлка

### Лучший дуэт
Агутин Леонид и Пресняков Владимир — «Аэропорты»

«Дискотека Авария» и Фриске Жанна — «Малинки-Малинки»

Тимати и Алекса — «Когда Ты Рядом»

### Лучший альбом
Билан Дима — «Время-Река»

«Город 312» — «Вне зоны доступа»

МакSим — «Трудный возраст»

### Лучшее видео
«ВИА Гра» — «Цветок и нож»

Билан Дима — «Невозможное — возможно»

«Дискотека Авария» и Фриске Жанна — «Малинки-Малинки» 

### Лучшее концертное шоу
25 ноября, «Золотой граммофон», Государственный Кремлёвский Дворец

26 апреля, «Серебряная калоша», театр им. Моссовета

16 декабря, «Легенды Ретро FM», СК «Олимпийский»

### Лучший рингтон
Айдамир Мугу — «Чёрные глаза»

«Банд`Эрос» — «Каламбия пикчерз не представляет»

МакSим — «Нежность»

### Прорыв года
МакSим

Город 312

Пелагея

## Специальные награды
- За вклад в поп-музыку: Филипп Киркоров
- За победу на «Евровидении»: Маша и Настя Толмачёвы
- За вклад в рок-музыку: Виктор Цой (посмертно), награду получал отец певца.